# Miquel Vilatimó i Costa
Miquel Vilatimó i Costa (Vic, Osona, 1890 – Tarragona, 1936) va ser un filòsof i professor universitari català. Fou proclamat màrtir i beat per l'Església catòlica a la Beatificació de Tarragona.
Estudià al seminari de Vic i a la Universitat Catòlica de Lovaina. S'ordenà sacerdot el 1913. Durant la primera guerra mundial interrompé els estudis i col·laborà amb el cos de sanitat de l'exèrcit belga, però ben aviat s'incorporà al Seminari de Vic, com a professor d'Ètica, de Dret Natural i de Sociologia.
El 1920 es doctorà en Filosofia per Universitat Catòlica de Lovaina. De retorn a Catalunya es reincorporà a la seva càtedra del Seminari, on impartí Metafísica. Poc després obtingué la càtedra de psicologia en la Universitat Pontifícia de Tarragona (1923). Amplià estudis a Alemanya (1933), on denuncià el cas de Teresa Neuman i projectà un viatge, fallit, a l'URSS.
Col·laborà en les revistes la Gazeta de Vich, Analecta Sacra Tarraconensia, Catalunya Social i el diari de Tarragona La Cruz.

## Obra
- Les noves actituds del socialisme en la transformació d'Europa (Balmesiana, Vic, 1919)
- El sindicalismo. Sus errores y sus peligros (Balmesiana, Vic, 1921).